# Kenya aux Jeux olympiques d'hiver de 2018
La participation du Kenya est attendue aux Jeux olympiques d'hiver de 2018 à Pyeongchang en Corée du Sud. Le pays effectue ainsi son retour aux Jeux d'hiver, n'y ayant plus pris part depuis les Jeux de 2006 à Turin.

## Qualification
Le Kenya avait effectué une participation remarquée aux Jeux de 1998 à Nagano, avec pour seul représentant Philip Boit en ski de fond. Philip Boit avait ensuite pris part aux Jeux de 2002 et de 2006, sans remporter de médaille. Le Kenya n'avait pas participé aux Jeux de 2010 ni de 2014.
Née en 1998 au Kenya, Sabrina Simader vit en Autriche depuis l'âge de 3 ans. Elle apprend à skier auprès de son beau-père, qui possède un téléski, puis intègre une école de ski. Elle prend part aux Championnats du monde de ski alpin 2017, première femme kenyane à y participer, et se qualifie pour les épreuves du slalom géant et du super-G aux Jeux olympiques de 2018. Elle devient ainsi la deuxième personne, et la première femme, à représenter le Kenya aux Jeux olympiques d'hiver,,.

## Athlètes et résultats

### Ski alpin
Sabrina Simader est qualifiée pour les épreuves du slalom géant et du super-G.